# Vad (Cluj)
Vad é uma comuna romena localizada no distrito de Cluj, na região histórica da Transilvânia. A comuna possui uma área de 77.67 km² e sua população era de 2029 habitantes segundo o censo de 2007.